# Tärnättvattnen (Nätra socken, Ångermanland, 700370-163640)
Tärnättvattnen är en sjö i Örnsköldsviks kommun i Ångermanland och ingår i Nätraån-Ångermanälvens kustområde. Tärnättvattnen ligger i Skuleskogens nationalpark och Skuleskogen Natura 2000-område. Vid provfiske har abborre fångats i sjön.